# Jacques Olry

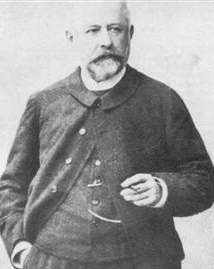
Jacques Olry

Jacques Olry (* 11. September 1833 in Saint-Leu-Taverny, Département Seine-et-Oise; † 25. Juni 1901 in Paris) war ein französischer Bürgermeister und Abgeordneter. 

## Leben
Olry stammte aus einer Kaufmannsfamilie und erlernte diesen Beruf ebenfalls. Nach einigen erfolgreichen Jahren in der Lokalpolitik wurde er zum Bürgermeister von Bémécourt (Département Eure) gewählt. 
Olry nahm am Deutsch-Französischen Krieg teil und ließ sich nach Kriegsende (Friede von Frankfurt) in Paris nieder. Dort wurde er als Vertreter des Départements Eure in den Conseiller Général gewählt. Während dieser Zeit lernte Olry den Weinkaufmann Louis Roederer (Champagne Louis Roederer) kennen und wurde wenig später sein Schwiegersohn. 
Olry starb in Paris mit nahezu 68 Jahren und fand seine letzte Ruhestätte auf dem Friedhof von Père-Lachaise (Division 69).